# 布拉夫頓 (阿肯色州)
布拉夫頓（英語：Bluffton）是位於美國阿肯色州耶爾縣的一個非建制地區。該地的面積和人口皆未知。

## 地理
布拉夫頓的座標為34°54′19″N 93°36′03″W / 34.90528°N 93.60083°W，而該地的平均海拔高度為132米（即440英尺）。